# دين فريدمان
دين فريدمان (بالإنجليزية: Dean Friedman) هو عازف جاز ومغني ومغن مؤلف وعازف بيانو وعازف قيثارة أمريكي، ولد في 23 مايو 1955 في باراموس في الولايات المتحدة.

## وصلات خارجية
- الموقع الرسمي
- دين فريدمان على موقع IMDb (الإنجليزية)
- دين فريدمان على موقع ميوزك برينز (الإنجليزية)
- دين فريدمان على موقع ديسكوغز (الإنجليزية)